# Кафедра (фільм, 1982)
«Кафедра» (рос. «Кафедра») — білоруський радянський художній фільм 1982 року режисера Івана Кіасашвілі за мотивами однойменної повісті І. Грекової.

## Сюжет
Професор Завалишин, великий учений і чудовий викладач, багато років був головою Кафедри кібернетики в інституті. Після смерті Завалишина на його місце призначається професор Флягін, що не хапає зірок з неба як діяч науки, але затятий прихильник порядку і дисципліни. Новий завідувач щиро хоче поліпшити роботу кафедри. Однак він позбавлений дару керувати людьми. Діючи методами, більше придатними для армійської казарми, Флягін отримує від підлеглих образливе прізвисько «Аракчеєв», а з одним з підлеглих вступає у відкритий конфлікт. Усвідомивши свою нездатність бути керівником наукового колективу, Флягін відмовляється від займаної посади, незважаючи на те, що більшість співробітників кафедри не проти його керівництва.
В цей же час доцент кафедри Ніна Асташова непримиренно бореться з псевдовченими, які недостойні ставати на один рівень з Завалишиним, Співаком і іншими заслуженими працівниками інституту...

## У ролях
- Андрій Попов — Микола Миколайович Завалишин, професор
- Світлана Кузьміна
- Ростислав Янковський
- Галина Макарова
- Олена Степанова
- Ігор Ясулович
- Олена Антоненко
- Олександр Кайдановський
- Віктор Сергачов
- Віктор Штернберг
- Людмила Арініна
- Олександр Вокач
- Леонід Ярмольник

## Творча група
- Сценарій: Ірина Грекова, Семен Лунгін, Павло Лунгін
- Режисер: Іван Кіасашвілі
- Оператор: Вадим Василевський, Ігор Черних
- Композитор: Софія Губайдуліна